# Articulation de l'os pisiforme
L'articulation de l'os pisiforme (ou articulation pisi-pyramidale ou articulation piso-triquétrale) est une articulation du poignet.

## Description
L'articulation de l'os pisiforme est constituée de la surface articulaire de la face postérieure du pisiforme et de la facette articulaire ovalaire de la face inféro-interne du triquétrum.

## Moyens d'union
Une capsule articulaire fibreuse s’insère sur les bords des surfaces articulaires.
Elle est complétée par
- le ligament piso-hamatum entre le bord radial distal du pisiforme et l'hamulus de l'os hamatum
- le ligament piso-métacarpien de la partie distale du pisiforme jusqu'au cinquième métacarpien.